# هوب (روستا)
 هوب  به عربی ( هُوب )، روستایی است در دهستان اخلود از توابع استان حُدَیده در کشور یمن در شبه جزیره عربستان.

## جمعیت
جمعیت آن (۴۵ ) نفر (۴ خانوار) می‌باشد.